# Hedotettix equestris
Hedotettix equestris är en insektsart som beskrevs av Navás 1905. Hedotettix equestris ingår i släktet Hedotettix och familjen torngräshoppor. Inga underarter finns listade i Catalogue of Life.